# La habitación de al lado
La habitación de al lado er en spansk film fra 2024 af Pedro Almodóvar.

## Medvirkende
- Tilda Swinton som Martha
- Julianne Moore som Ingrid
- John Turturro
- Alessandro Nivola
- Juan Diego Botto
- Melina Matthews
- Raúl Arévalo
- Victoria Luengo